# ديفيد أمبروز
ديفيد أمبروز (بالإنجليزية: David Ambrose)‏ (21 فبراير 1945 في المملكة المتحدة)؛ كاتب سيناريو، كاتب وروائي بريطاني.

## روابط خارجية
- ديفيد أمبروز على موقع IMDb (الإنجليزية)
- ديفيد أمبروز على موقع ألو سيني (الفرنسية)
- ديفيد أمبروز على موقع أول موفي (الإنجليزية)
- ديفيد أمبروز على موقع قاعدة بيانات الأفلام السويدية (السويدية)
- ديفيد أمبروز على موقع قاعدة بيانات الفيلم (الإنجليزية)
- ديفيد أمبروز على موقع كينوبويسك (الروسية)